# THAP5
THAP5 (англ. THAP domain containing 5) – білок, який кодується однойменним геном, розташованим у людей на 7-й хромосомі. Довжина поліпептидного ланцюга білка становить 395 амінокислот, а молекулярна маса — 45 416.
| 10         |  | 20         |  | 30         |  | 40         |  | 50         |
| ---------- |  | ---------- |  | ---------- |  | ---------- |  | ---------- |
| MPRYCAAICC |  | KNRRGRNNKD |  | RKLSFYPFPL |  | HDKERLEKWL |  | KNMKRDSWVP |
| SKYQFLCSDH |  | FTPDSLDIRW |  | GIRYLKQTAV |  | PTIFSLPEDN |  | QGKDPSKKKS |
| QKKNLEDEKE |  | VCPKAKSEES |  | FVLNETKKNI |  | VNTDVPHQHP |  | ELLHSSSLVK |
| PPAPKTGSIQ |  | NNMLTLNLVK |  | QHTGKPESTL |  | ETSVNQDTGR |  | GGFHTCFENL |
| NSTTITLTTS |  | NSESIHQSLE |  | TQEVLEVTTS |  | HLANPNFTSN |  | SMEIKSAQEN |
| PFLFSTINQT |  | VEELNTNKES |  | VIAIFVPAEN |  | SKPSVNSFIS |  | AQKETTEMED |
| TDIEDSLYKD |  | VDYGTEVLQI |  | EHSYCRQDIN |  | KEHLWQKVSK |  | LHSKITLLEL |
| KEQQTLGRLK |  | SLEALIRQLK |  | QENWLSEENV |  | KIIENHFTTY |  | EVTMI      |

A: Аланін

C: Цистеїн

D: Аспарагінова кислота

E: Глутамінова кислота

F: Фенілаланін

G: Гліцин

H: Гістидин

I: Ізолейцин

K: Лізин

L: Лейцин

M: Метіонін

N: Аспарагін

P: Пролін

Q: Глутамін

R: Аргінін

S: Серин

T: Треонін

V: Валін

W: Триптофан

Кодований геном білок за функцією належить до репресорів. 
Задіяний у таких біологічних процесах, як транскрипція, регуляція транскрипції, клітинний цикл, альтернативний сплайсинг. 
Білок має сайт для зв'язування з іонами металів, іоном цинку, ДНК. 
Локалізований у ядрі.